# Asylum Records
Asylum Records è un'etichetta discografica statunitense fondata nel 1971 da David Geffen, insieme al socio Elliot Roberts, che in precedenza aveva lavorato come agente per la William Morris Agency.
Fondata specificatamente per fornire un contratto discografico per Jackson Browne, l'etichetta ha in seguito avuto nella propria scuderia Tom Waits, Linda Ronstadt, Joni Mitchell e Bob Dylan per due album. Nel 1972 l'Asylum Records è stata rilevata dalla Warner Communications (attualmente Warner Music Group), ed è stata fusa con la Elektra Records, diventando Elektra/Asylum Records.
Dopo varie incarnazioni, l'Asylum Records pubblica principalmente musica hip hop, rock e metal. È di proprietà della Warner Music Group, ed è attualmente distribuita attraverso la Warner Bros. Records.
In Italia la distribuzione è stata, in ordine: 1971-1973 EMI Italiana; 1973-1975 Dischi Ricordi; dal 1975 WEA Italiana.

## Artisti della Asylum Records
- 9th Wonder
- Alesha Dixon
- Karen Alexanderr
- Bun B (Rap-A-Lot/Asylum)
- Bone Thugs-n-Harmony
- Ed Sheeran
- Jackson Browne
- Lindsey Buckingham
- Tim Buckley
- The Byrds
- Cam'Ron
- Gene Clark
- D4L
- Bob Dylan
- Eagles
- Glenn Frey
- John Fogerty
- Nelly Furtado
- Ginuwine
- Gucci Mane
- Greg Holland
- Ironik
- Jo Jo Gunne
- KLC
- Lil' Flip
- Lil' Wil
- Metallica
- Metal Church
- Joni Mitchell
- New Boyz
- Pimp C
- Paul Wall
- Linda Ronstadt
- Sevendust
- T-Beats
- UTP
- Tom Waits
- Joe Walsh
- Webbie
- Z-Ro
- Warren Zevon
- Charli XCX